# 康索特群島
67°52′S 68°42′W / 67.867°S 68.700°W
康索特群島（Consort Islands），是南極洲的群島，位於葛拉漢地西岸的法利埃海岸，處於皇帝島東北面1公里的瑪格麗特灣，屬於迪翁群島的一部分，在1909年由法國探險隊發現和繪入地圖，現時由南極條約體系管理。